# Europees kampioenschap handbal vrouwen 2010
Het 9e Europees kampioenschap handbal vrouwen vond plaats van dinsdag 7 december 2010 tot en met zondag 19 december 2010 in Denemarken en Noorwegen. Titelverdediger Noorwegen de titel voor de derde keer op rij te prolongeren.

## Speelsteden
| · Lillehammer Larvik Aalborg Randers Herning Speellocaties tijdens het EK handbal |                              |                             |
| Lillehammer                                                                       |                              |                             |
| Håkons Hall Capaciteit: 11.500                                                    |                              |                             |
|                                                                                   |                              |                             |
| Larvik                                                                            |                              |                             |
| Arena Larvik Capaciteit: 4.000                                                    |                              |                             |
|                                                                                   |                              |                             |
| Herning                                                                           | Aarhus                       | Aalborg                     |
| MCH Indoor Arena Capaciteit: 12.000                                               | NRGi Arena Capaciteit: 4.740 | Gigantium Capaciteit: 7.600 |
|                                                                                   |                              |                             |

## Gekwalificeerde teams
| Land       | Gekwalificeerd als           | Datum van kwalificatie |
| ---------- | ---------------------------- | ---------------------- |
| Denemarken | Gastland                     | 5 mei 2006             |
| Noorwegen  | Gastland                     | 5 mei 2006             |
| Hongarije  | Winnaar kwalificatiegroep 2  | 4 april 2010           |
| Frankrijk  | Winnaar kwalificatiegroep 3  | 4 april 2010           |
| Duitsland  | Winnaar kwalificatiegroep 4  | 4 april 2010           |
| Spanje     | Winnaar kwalificatiegroep 5  | 4 april 2010           |
| Montenegro | Winnaar kwalificatiegroep 6  | 4 april 2010           |
| Rusland    | Nummer 2 kwalificatiegroep 6 | 4 april 2010           |
| Kroatië    | Winnaar kwalificatiegroep 7  | 4 april 2010           |
| Roemenië   | Nummer 2 kwalificatiegroep 1 | 26 mei 2010            |
| Oekraïne   | Winnaar kwalificatiegroep 1  | 26 mei 2010            |
| IJsland    | Nummer 2 kwalificatiegroep 3 | 29 mei 2010            |
| Slovenië   | Nummer 2 kwalificatiegroep 4 | 30 mei 2010            |
| Nederland  | Nummer 2 kwalificatiegroep 7 | 30 mei 2010            |
| Zweden     | Nummer 2 kwalificatiegroep 2 | 30 mei 2010            |
| Servië     | Nummer 2 kwalificatiegroep 5 | 30 mei 2010            |

## Pottenindeling
De loting voor het eindtoernooi vond plaats op 5 juni 2010 om 17:00 MET in Odense.
| Pot 1                                                                                   | Pot 2                                                              | Pot 3                                                          | Pot 4                                     |
| --------------------------------------------------------------------------------------- | ------------------------------------------------------------------ | -------------------------------------------------------------- | ----------------------------------------- |
| - Noorwegen (toegewezen naar D1) - Spanje - Montenegro - Duitsland (toegewezen naar C1) | - Hongarije - Kroatië - Denemarken (toegewezen naar A2) - Oekraïne | - Frankrijk - Rusland (toegewezen naar B3) - Roemenië - Zweden | - Servië - Slovenië - Nederland - IJsland |

## Scheidrechters
13 scheidsrechter paren waren geselecteerd:
- Matija Gubica en Boris Milošević
- Jiří Opava en Pavel Válek
- Martin Gjeding en Mads Hansen
- Marlene Kroløkke Lythje en Karina Christiansen
- Charlotte Bonaventura en Julie Bonaventura
- Csaba Kékes en Pál Kékes
- Slomo Cohen en Yoram Peretz
- Zigmārs Stoļarovs en Renārs Līcis
- Ivan Pavićević en Miloš Ražnatović
- Kjersti Arntsen en Ida Cecilie Gullaksen
- Diana-Carmen Florescu en Anamaria Duţă
- Valerija Guseva en Stella Vartanyan
- Peter Brunovský en Vladimír Čanda

## Eerste groepsfase
|  | Gekwalificeerd voor de hoofdronde |
|  | Uitgeschakeld                     |

#### Groep A
Alle wedstrijden in Aalborg
| Pos | Team       | Wed | W | G | V | DV | DT | DS  | Ptn |
| --- | ---------- | --- | - | - | - | -- | -- | --- | --- |
| 1   | Denemarken | 3   | 3 | 0 | 0 | 72 | 61 | +11 | 6   |
| 2   | Roemenië   | 3   | 2 | 0 | 1 | 92 | 79 | +13 | 4   |
| 3   | Spanje     | 3   | 1 | 0 | 2 | 71 | 75 | −4  | 2   |
| 4   | Servië     | 3   | 0 | 0 | 3 | 71 | 91 | −20 | 0   |

Alle tijden zijn op Midden-Europese Tijd (UTC+1)
| Dinsdag 7 december 2010 18:15 | Spanje | 26 – 30 | Roemenië  | Gigantium Arena, Aalborg Toeschouwers: 4.231 Scheidsrechters: Arntsen, Gullaksen |
| Dinsdag 7 december 2010 18:15 | Pena 6 | (10-15) | Vărzaru 9 | Gigantium Arena, Aalborg Toeschouwers: 4.231 Scheidsrechters: Arntsen, Gullaksen |
| Dinsdag 7 december 2010 18:15 |        | verslag | 1×        | Gigantium Arena, Aalborg Toeschouwers: 4.231 Scheidsrechters: Arntsen, Gullaksen |

| Dinsdag 7 december 2010 20:45 | Denemarken   | 25 – 20 | Servië  | Gigantium Arena, Aalborg Toeschouwers: 6.223 Scheidsrechters: Brunovsky, Canda |
| Dinsdag 7 december 2010 20:45 | Kviesgaard 4 | (14-6)  | Lekic 7 | Gigantium Arena, Aalborg Toeschouwers: 6.223 Scheidsrechters: Brunovsky, Canda |
| Dinsdag 7 december 2010 20:45 | verslag      |         |         | Gigantium Arena, Aalborg Toeschouwers: 6.223 Scheidsrechters: Brunovsky, Canda |

| Donderdag 9 december 2010 18:45 | Servië               | 23 – 26 | Spanje      | Gigantium Arena, Aalborg Toeschouwers: 4.625 Scheidsrechters: Kékes, Kékes |
| Donderdag 9 december 2010 18:45 | Lekić, Damnjanović 6 | (9–14)  | Cuadrado 18 | Gigantium Arena, Aalborg Toeschouwers: 4.625 Scheidsrechters: Kékes, Kékes |
| Donderdag 9 december 2010 18:45 | verslag              |         |             | Gigantium Arena, Aalborg Toeschouwers: 4.625 Scheidsrechters: Kékes, Kékes |

| Donderdag 9 december 2010 20:45 | Roemenië | 22 – 25 | Denemarken | Gigantium Arena, Aalborg Toeschouwers: 6.476 Scheidsrechters: Bonaventura, Bonaventura |
| Donderdag 9 december 2010 20:45 | Neagu 8  | (15–14) | Norgaard 7 | Gigantium Arena, Aalborg Toeschouwers: 6.476 Scheidsrechters: Bonaventura, Bonaventura |
| Donderdag 9 december 2010 20:45 | verslag  |         |            | Gigantium Arena, Aalborg Toeschouwers: 6.476 Scheidsrechters: Bonaventura, Bonaventura |

| Zaterdag 11 december 2010 18:45 | Roemenië | 40 – 28 | Servië  | Gigantium Arena, Aalborg Toeschouwers: 5.800 Scheidsrechters: Cohen, Peretz |
| Zaterdag 11 december 2010 18:45 | Neagu 7  | (20–14) | Krpez 6 | Gigantium Arena, Aalborg Toeschouwers: 5.800 Scheidsrechters: Cohen, Peretz |
| Zaterdag 11 december 2010 18:45 | verslag  |         |         | Gigantium Arena, Aalborg Toeschouwers: 5.800 Scheidsrechters: Cohen, Peretz |

| Zaterdag 11 december 2010 20:45 | Spanje   | 19 – 22 | Denemarken | Gigantium Arena, Aalborg Toeschouwers: 6.607 Scheidsrechters: Opava, Válek |
| Zaterdag 11 december 2010 20:45 | Mangue 4 | (9–12)  | Troelsen 6 | Gigantium Arena, Aalborg Toeschouwers: 6.607 Scheidsrechters: Opava, Válek |
| Zaterdag 11 december 2010 20:45 | verslag  |         |            | Gigantium Arena, Aalborg Toeschouwers: 6.607 Scheidsrechters: Opava, Válek |

#### Groep B
Alle wedstrijden in Aarhus
| Pos | Team       | Wed | W | G | V | DV | DT | DS  | Ptn |
| --- | ---------- | --- | - | - | - | -- | -- | --- | --- |
| 1   | Rusland    | 3   | 2 | 0 | 1 | 82 | 69 | +13 | 4   |
| 2   | Montenegro | 3   | 2 | 0 | 1 | 78 | 74 | +4  | 4   |
| 3   | Kroatië    | 3   | 2 | 0 | 1 | 88 | 83 | +5  | 4   |
| 4   | IJsland    | 3   | 0 | 0 | 3 | 69 | 91 | –22 | 0   |

Alle tijden zijn Midden-Europese Tijd (UTC+1)
| Dinsdag 7 december 2010 18:15 | Montenegro | 24 – 22 | Rusland             | NRGi Arena, Aarhus Toeschouwers: 600 Scheidsrechters: Kekes, Kekes |
| Dinsdag 7 december 2010 18:15 | Popović 9  | (10–15) | Kuznetcova, Turey 4 | NRGi Arena, Aarhus Toeschouwers: 600 Scheidsrechters: Kekes, Kekes |
| Dinsdag 7 december 2010 18:15 | verslag    |         |                     | NRGi Arena, Aarhus Toeschouwers: 600 Scheidsrechters: Kekes, Kekes |

| Dinsdag 7 december 2010 20:15 | Kroatië  | 35 – 25 | IJsland         | NRGi Arena, Aarhus Toeschouwers: 300 Scheidsrechters: Cohen, Peretz |
| Dinsdag 7 december 2010 20:15 | Franić 9 | (19–12) | Stefansdottir 6 | NRGi Arena, Aarhus Toeschouwers: 300 Scheidsrechters: Cohen, Peretz |
| Dinsdag 7 december 2010 20:15 | verslag  |         |                 | NRGi Arena, Aarhus Toeschouwers: 300 Scheidsrechters: Cohen, Peretz |

| Donderdag 9 december 2010 18:15 | IJsland       | 23 – 26 | Montenegro         | NRGi Arena, Aarhus Toeschouwers: 1.200 Scheidsrechters: Arntsen, Gullaksen |
| Donderdag 9 december 2010 18:15 | Skúladóttir 8 | (10–14) | Radičević, Savić 6 | NRGi Arena, Aarhus Toeschouwers: 1.200 Scheidsrechters: Arntsen, Gullaksen |
| Donderdag 9 december 2010 18:15 | verslag       |         |                    | NRGi Arena, Aarhus Toeschouwers: 1.200 Scheidsrechters: Arntsen, Gullaksen |

| Donderdag 9 december 2010 20:15 | Rusland     | 30 – 24 | Kroatië         | NRGi Arena, Aarhus Toeschouwers: 900 Scheidsrechters: Opava, Válek |
| Donderdag 9 december 2010 20:15 | Kochetova 6 | (16–11) | Pusić, Franić 7 | NRGi Arena, Aarhus Toeschouwers: 900 Scheidsrechters: Opava, Válek |
| Donderdag 9 december 2010 20:15 | verslag     |         |                 | NRGi Arena, Aarhus Toeschouwers: 900 Scheidsrechters: Opava, Válek |

| Zaterdag 11 december 2010 18:15 | Rusland     | 30 – 21 | IJsland       | NRGi Arena, Aarhus Toeschouwers: 1.150 Scheidsrechters: Bonaventura, Bonaventura |
| Zaterdag 11 december 2010 18:15 | Kochetova 6 | (16–9)  | Bragadóttir 5 | NRGi Arena, Aarhus Toeschouwers: 1.150 Scheidsrechters: Bonaventura, Bonaventura |
| Zaterdag 11 december 2010 18:15 | verslag     |         |               | NRGi Arena, Aarhus Toeschouwers: 1.150 Scheidsrechters: Bonaventura, Bonaventura |

| Zaterdag 11 december 2010 20:15 | Montenegro | 28 – 29 | Kroatië    | NRGi Arena, Aarhus Toeschouwers: 900 Scheidsrechters: Brunovský, Čanda |
| Zaterdag 11 december 2010 20:15 | Popović 11 | (12–13) | Penezić 10 | NRGi Arena, Aarhus Toeschouwers: 900 Scheidsrechters: Brunovský, Čanda |
| Zaterdag 11 december 2010 20:15 | verslag    |         |            | NRGi Arena, Aarhus Toeschouwers: 900 Scheidsrechters: Brunovský, Čanda |

#### Groep C
Alle wedstrijden in Larvik
| Pos | Team      | Wed | W | G | V | DV | DT | DS  | Ptn |
| --- | --------- | --- | - | - | - | -- | -- | --- | --- |
| 1   | Zweden    | 3   | 3 | 0 | 0 | 85 | 68 | +17 | 6   |
| 2   | Nederland | 3   | 1 | 0 | 2 | 70 | 68 | +2  | 2   |
| 3   | Oekraïne  | 3   | 1 | 0 | 2 | 71 | 81 | −10 | 2   |
| 4   | Duitsland | 3   | 1 | 0 | 2 | 78 | 87 | –9  | 2   |

Alle tijden zijnMidden-Europese Tijd (UTC+1)
| Dinsdag 7 december 2010 17:45 | Duitsland  | 25 – 27 | Zweden    | Arena Larvik, Larvik Toeschouwers: 1.956 Scheidsrechters: Gubica, Milosevic |
| Dinsdag 7 december 2010 17:45 | Mietzner 6 | (14–12) | Gulldén 7 | Arena Larvik, Larvik Toeschouwers: 1.956 Scheidsrechters: Gubica, Milosevic |
| Dinsdag 7 december 2010 17:45 | verslag    |         |           | Arena Larvik, Larvik Toeschouwers: 1.956 Scheidsrechters: Gubica, Milosevic |

| Dinsdag 7 december 2010 19:45 | Oekraïne   | 13 – 25 | Nederland | Arena Larvik, Larvik Toeschouwers: 607 Scheidsrechters: Lythje, Christiansen |
| Dinsdag 7 december 2010 19:45 | Shymkute 5 | (8–13)  | Visser 10 | Arena Larvik, Larvik Toeschouwers: 607 Scheidsrechters: Lythje, Christiansen |
| Dinsdag 7 december 2010 19:45 | verslag    |         |           | Arena Larvik, Larvik Toeschouwers: 607 Scheidsrechters: Lythje, Christiansen |

| Woensdag 8 december 2010 17:45 | Zweden        | 33 – 25 | Oekraïne   | Arena Larvik, Larvik Toeschouwers: 1.034 Scheidsrechters: Florescu, Duta |
| Woensdag 8 december 2010 17:45 | Torstensson 7 | (18–15) | Vashchuk 6 | Arena Larvik, Larvik Toeschouwers: 1.034 Scheidsrechters: Florescu, Duta |
| Woensdag 8 december 2010 17:45 | verslag       |         |            | Arena Larvik, Larvik Toeschouwers: 1.034 Scheidsrechters: Florescu, Duta |

| Woensdag 8 december 2010 19:45 | Nederland         | 27 – 30 | Duitsland | Arena Larvik, Larvik Toeschouwers: 1.058 Scheidsrechters: Lytje, Christiansen |
| Woensdag 8 december 2010 19:45 | van der Heijden 7 | (18–17) | Lörper 7  | Arena Larvik, Larvik Toeschouwers: 1.058 Scheidsrechters: Lytje, Christiansen |
| Woensdag 8 december 2010 19:45 | verslag           |         |           | Arena Larvik, Larvik Toeschouwers: 1.058 Scheidsrechters: Lytje, Christiansen |

| Vrijdag 10 december 2010 17:45 | Zweden    | 25 – 18 | Nederland        | Arena Larvik, Larvik Toeschouwers: 1.205 Scheidsrechters: Stoļarovs, Līcis |
| Vrijdag 10 december 2010 17:45 | Gulldén 6 | (14–6)  | van der Wissel 6 | Arena Larvik, Larvik Toeschouwers: 1.205 Scheidsrechters: Stoļarovs, Līcis |
| Vrijdag 10 december 2010 17:45 | verslag   |         |                  | Arena Larvik, Larvik Toeschouwers: 1.205 Scheidsrechters: Stoļarovs, Līcis |

| Vrijdag 10 december 2010 19:45 | Duitsland | 23 – 33 | Oekraïne     | Arena Larvik, Larvik Toeschouwers: 894 Scheidsrechters: Pavićević, Ražnatović |
| Vrijdag 10 december 2010 19:45 | Jurack 6  | (10–15) | Manaharova 8 | Arena Larvik, Larvik Toeschouwers: 894 Scheidsrechters: Pavićević, Ražnatović |
| Vrijdag 10 december 2010 19:45 | verslag   |         |              | Arena Larvik, Larvik Toeschouwers: 894 Scheidsrechters: Pavićević, Ražnatović |

#### Groep D
Alle wedstrijden in Lillehammer
| Pos | Team      | Wed | W | G | V | DV | DT | DS  | Ptn |
| --- | --------- | --- | - | - | - | -- | -- | --- | --- |
| 1   | Noorwegen | 3   | 3 | 0 | 0 | 99 | 51 | +48 | 6   |
| 2   | Hongarije | 3   | 2 | 0 | 1 | 62 | 71 | –9  | 4   |
| 3   | Frankrijk | 3   | 1 | 0 | 2 | 69 | 73 | –4  | 2   |
| 4   | Slovenië  | 3   | 0 | 0 | 3 | 54 | 89 | −35 | 0   |

Alle tijden zijn Midden-Europese Tijd (UTC+1)
| Dinsdag 7 december 2010 18:15 | Hongarije | 28 – 19 | Slovenië | Håkons Hall, Lillehammer Toeschouwers: 4.300 Scheidsrechters: Guseva, Vartanyan |
| Dinsdag 7 december 2010 18:15 | Bulath 6  | (16–10) | Zrnec 5  | Håkons Hall, Lillehammer Toeschouwers: 4.300 Scheidsrechters: Guseva, Vartanyan |
| Dinsdag 7 december 2010 18:15 | verslag   |         |          | Håkons Hall, Lillehammer Toeschouwers: 4.300 Scheidsrechters: Guseva, Vartanyan |

| Dinsdag 7 december 2010 20:15 | Noorwegen    | 33 – 22 | Frankrijk | Håkons Hall, Lillehammer Toeschouwers: 5.145 Scheidsrechters: Pavicevic, Raznatovic |
| Dinsdag 7 december 2010 20:15 | Riegelhuth 7 | (19–10) | Deroin 4  | Håkons Hall, Lillehammer Toeschouwers: 5.145 Scheidsrechters: Pavicevic, Raznatovic |
| Dinsdag 7 december 2010 20:15 | verslag      |         |           | Håkons Hall, Lillehammer Toeschouwers: 5.145 Scheidsrechters: Pavicevic, Raznatovic |

| Woensdag 8 december 2010 18:15 | Frankrijk   | 18 – 21 | Hongarije | Håkons Hall, Lillehammer Toeschouwers: 2.178 Scheidsrechters: Stolarovs, Licis |
| Woensdag 8 december 2010 18:15 | Lacrabère 6 | (7–12)  | Bulath 5  | Håkons Hall, Lillehammer Toeschouwers: 2.178 Scheidsrechters: Stolarovs, Licis |
| Woensdag 8 december 2010 18:15 | verslag     |         |           | Håkons Hall, Lillehammer Toeschouwers: 2.178 Scheidsrechters: Stolarovs, Licis |

| Woensdag 8 december 2010 20:15 | Slovenië | 16 – 32 | Noorwegen | Håkons Hall, Lillehammer Toeschouwers: 2.674 Scheidsrechters: Guseva, Vartanyan |
| Woensdag 8 december 2010 20:15 | Gros 4   | (6–19)  | Løke 7    | Håkons Hall, Lillehammer Toeschouwers: 2.674 Scheidsrechters: Guseva, Vartanyan |
| Woensdag 8 december 2010 20:15 | verslag  |         |           | Håkons Hall, Lillehammer Toeschouwers: 2.674 Scheidsrechters: Guseva, Vartanyan |

| Vrijdag 10 december 2010 18:15 | Frankrijk | 29 – 19 | Slowakije | Håkons Hall, Lillehammer Toeschouwers: 5.050 Scheidsrechters: Florescu, Duţă |
| Vrijdag 10 december 2010 18:15 | Signate 7 | (15–9)  | Jericek 8 | Håkons Hall, Lillehammer Toeschouwers: 5.050 Scheidsrechters: Florescu, Duţă |
| Vrijdag 10 december 2010 18:15 | verslag   |         |           | Håkons Hall, Lillehammer Toeschouwers: 5.050 Scheidsrechters: Florescu, Duţă |

| Vrijdag 10 december 2010 20:15 | Noorwegen | 34 – 13 | Hongarije   | Håkons Hall, Lillehammer Toeschouwers: 10.185 Scheidsrechters: Gubica, Milošević |
| Vrijdag 10 december 2010 20:15 | Løke 7    | (19–7)  | Szucsánszki | Håkons Hall, Lillehammer Toeschouwers: 10.185 Scheidsrechters: Gubica, Milošević |
| Vrijdag 10 december 2010 20:15 | 3× 1×     | verslag | 3× 6×       | Håkons Hall, Lillehammer Toeschouwers: 10.185 Scheidsrechters: Gubica, Milošević |

## Hoofdronde
De top 2 teams plaatsten zich voor de halve finales, de nummers 3 spelen om de 5e en 6e plaats.
|  | Geplaatst voor de halve finales |
|  | Spelen om de 5e en 6e plaats    |
|  | Uitgeschakeld                   |

### Groep I (Herning)
| Pos | Team       | Wed | W | G | V | DV  | DT  | DS  | Ptn |
| --- | ---------- | --- | - | - | - | --- | --- | --- | --- |
| 1   | Denemarken | 5   | 4 | 0 | 1 | 133 | 110 | +23 | 8   |
| 2   | Roemenië   | 5   | 3 | 0 | 2 | 126 | 129 | -3  | 6   |
| 3   | Montenegro | 5   | 3 | 0 | 2 | 125 | 123 | +2  | 6   |
| 4   | Rusland    | 5   | 2 | 0 | 3 | 129 | 124 | +5  | 4   |
| 5   | Kroatië    | 5   | 2 | 0 | 3 | 117 | 142 | +25 | 4   |
| 6   | Spanje     | 5   | 1 | 0 | 4 | 117 | 119 | −2  | 2   |

Alle tijden zijn Midden-Europese Tijd (UTC+1)
| Maandag 13 december 2010 16:45 | Spanje    | 20 – 22 | Montenegro | Herning Arena, Herning Toeschouwers: 3.000 Scheidsrechters: Kékes, Kékes |
| Maandag 13 december 2010 16:45 | Alberto 6 | (12–12) | Popović 6  | Herning Arena, Herning Toeschouwers: 3.000 Scheidsrechters: Kékes, Kékes |
| Maandag 13 december 2010 16:45 | 2× 3×     | verslag | 3× 4×      | Herning Arena, Herning Toeschouwers: 3.000 Scheidsrechters: Kékes, Kékes |

| Maandag 13 december 2010 18:45 | Roemenië       | 31 – 22 | Kroatië   | Herning Arena, Herning Toeschouwers: 8.000 Scheidsrechters: Opava, Válek |
| Maandag 13 december 2010 18:45 | Neagu, Manea 7 | (14–12) | Penezic 6 | Herning Arena, Herning Toeschouwers: 8.000 Scheidsrechters: Opava, Válek |
| Maandag 13 december 2010 18:45 | 1×             | verslag | 3× 4×     | Herning Arena, Herning Toeschouwers: 8.000 Scheidsrechters: Opava, Válek |

| Maandag 13 december 2010 20:45 | Denemarken   | 26 – 20 | Rusland      | Herning Arena, Herning Toeschouwers: 11.454 Scheidsrechters: Brunovský, Čanda |
| Maandag 13 december 2010 20:45 | Augustesen 7 | (11–10) | Kuznetcova 4 | Herning Arena, Herning Toeschouwers: 11.454 Scheidsrechters: Brunovský, Čanda |
| Maandag 13 december 2010 20:45 | 3× 2×        | verslag | 3× 1×        | Herning Arena, Herning Toeschouwers: 11.454 Scheidsrechters: Brunovský, Čanda |

| Dinsdag 14 december 2010 16:45 | Roemenië | 23 – 21 | Montenegro | Herning Arena, Herning Toeschouwers: 3.420 Scheidsrechters: Brunovský, Čanda |
| Dinsdag 14 december 2010 16:45 | Neagu 11 | (13–12) | Popović 7  | Herning Arena, Herning Toeschouwers: 3.420 Scheidsrechters: Brunovský, Čanda |
| Dinsdag 14 december 2010 16:45 | 1×       | verslag | 3× 2×      | Herning Arena, Herning Toeschouwers: 3.420 Scheidsrechters: Brunovský, Čanda |

| Dinsdag 14 december 2010 18:45 | Spanje | 30 – 22 | Rusland              | Herning Arena, Herning Toeschouwers: 9.430 Scheidsrechters: Bonaventura, Bonaventura |
| Dinsdag 14 december 2010 18:45 | Pena 8 | (16–12) | Davydenko, Vetkova 5 | Herning Arena, Herning Toeschouwers: 9.430 Scheidsrechters: Bonaventura, Bonaventura |
| Dinsdag 14 december 2010 18:45 | 3× 4×  | verslag | 3× 4×                | Herning Arena, Herning Toeschouwers: 9.430 Scheidsrechters: Bonaventura, Bonaventura |

| Dinsdag 14 december 2010 20:45 | Denemarken   | 31 – 19 | Kroatië  | Herning Arena, Herning Toeschouwers: 11.304 Scheidsrechters: Kékes, Kékes |
| Dinsdag 14 december 2010 20:45 | Kviesgaard 7 | (16–10) | Horvat 4 | Herning Arena, Herning Toeschouwers: 11.304 Scheidsrechters: Kékes, Kékes |
| Dinsdag 14 december 2010 20:45 | 3× 4×        | verslag | 3× 2×    | Herning Arena, Herning Toeschouwers: 11.304 Scheidsrechters: Kékes, Kékes |

| Donderdag 16 december 2010 16:45 | Roemenië | 20 – 35 | Rusland | Herning Arena, Herning Toeschouwers: 3.980 Scheidsrechters: Arntsen, Gullaksen |
| Donderdag 16 december 2010 16:45 | Geiger 6 | (10–19) | Sen 6   | Herning Arena, Herning Toeschouwers: 3.980 Scheidsrechters: Arntsen, Gullaksen |
| Donderdag 16 december 2010 16:45 | 2×       | verslag | 2×      | Herning Arena, Herning Toeschouwers: 3.980 Scheidsrechters: Arntsen, Gullaksen |

| Donderdag 16 december 2010 18:45 | Spanje            | 22 – 23 | Kroatië   | Herning Arena, Herning Toeschouwers: 7.630 Scheidsrechters: Opava, Válek |
| Donderdag 16 december 2010 18:45 | Drie speelsters 5 | (10–11) | Penezić 8 | Herning Arena, Herning Toeschouwers: 7.630 Scheidsrechters: Opava, Válek |
| Donderdag 16 december 2010 18:45 | 3× 2×             | verslag | 3× 2×     | Herning Arena, Herning Toeschouwers: 7.630 Scheidsrechters: Opava, Válek |

| Donderdag 16 december 2010 20:45 | Denemarken | 29 – 30 | Montenegro | Herning Arena, Herning Toeschouwers: 11.461 Scheidsrechters: Bonaventura, Bonaventura |
| Donderdag 16 december 2010 20:45 | Dalby 8    | (18–14) | Popović 8  | Herning Arena, Herning Toeschouwers: 11.461 Scheidsrechters: Bonaventura, Bonaventura |
| Donderdag 16 december 2010 20:45 | 3× 1×      | verslag | 2×         | Herning Arena, Herning Toeschouwers: 11.461 Scheidsrechters: Bonaventura, Bonaventura |

### Groep H (Lillehammer)
| Pos | Team      | Wed | W | G | V | DV  | DT  | DS  | Ptn |
| --- | --------- | --- | - | - | - | --- | --- | --- | --- |
| 1   | Zweden    | 5   | 4 | 0 | 1 | 127 | 103 | +24 | 8   |
| 2   | Noorwegen | 5   | 4 | 0 | 1 | 153 | 91  | +62 | 8   |
| 3   | Frankrijk | 5   | 3 | 0 | 2 | 116 | 115 | +1  | 6   |
| 4   | Nederland | 5   | 2 | 0 | 3 | 104 | 115 | –11 | 4   |
| 5   | Hongarije | 5   | 2 | 0 | 3 | 98  | 128 | –30 | 4   |
| 6   | Oekraïne  | 5   | 0 | 0 | 5 | 101 | 147 | −46 | 0   |

Alle tijden zijn Midden-Europese Tijd (UTC+1)
| Zondag 12 december 2010 16:15 | Nederland | 21 – 23 | Frankrijk                                      | Håkons Hall, Lillehammer Toeschouwers: 2.133 Scheidsrechters: Gubica, Milošević |
| Zondag 12 december 2010 16:15 | Visser 9  | (10–13) | Dembele, Deroin, Lacrabère, Signate, Spincer 3 | Håkons Hall, Lillehammer Toeschouwers: 2.133 Scheidsrechters: Gubica, Milošević |
| Zondag 12 december 2010 16:15 | 3× 2×     | verslag | 3× 2×                                          | Håkons Hall, Lillehammer Toeschouwers: 2.133 Scheidsrechters: Gubica, Milošević |

| Zondag 12 december 2010 18:15 | Oekraïne    | 25 – 26 | Hongarije     | Håkons Hall, Lillehammer Toeschouwers: 2.471 Scheidsrechters: Gjeding, Hansen |
| Zondag 12 december 2010 18:15 | Pidpalova 9 | (12–14) | Szucsánszki 6 | Håkons Hall, Lillehammer Toeschouwers: 2.471 Scheidsrechters: Gjeding, Hansen |
| Zondag 12 december 2010 18:15 | 3× 4×       | verslag | 2× 5×         | Håkons Hall, Lillehammer Toeschouwers: 2.471 Scheidsrechters: Gjeding, Hansen |

| Zondag 12 december 2010 20:15 | Zweden       | 24 – 19 | Noorwegen | Håkons Hall, Lillehammer Toeschouwers: 6.535 Scheidsrechters: Guseva, Vartanyan |
| Zondag 12 december 2010 20:15 | Torstenson 7 | (13–6)  | Alstad 5  | Håkons Hall, Lillehammer Toeschouwers: 6.535 Scheidsrechters: Guseva, Vartanyan |
| Zondag 12 december 2010 20:15 | 2× 4×        | verslag | 2×        | Håkons Hall, Lillehammer Toeschouwers: 6.535 Scheidsrechters: Guseva, Vartanyan |

| Dinsdag 14 december 2010 16:15 | Nederland                 | 27 – 19 | Hongarije     | Håkons Hall, Lillehammer Toeschouwers: 346 Scheidsrechters: Stoļarovs, Līcis |
| Dinsdag 14 december 2010 16:15 | van der Heijden, Visser 6 | (15–10) | Szucsánszki 6 | Håkons Hall, Lillehammer Toeschouwers: 346 Scheidsrechters: Stoļarovs, Līcis |
| Dinsdag 14 december 2010 16:15 | 3× 4× 1×                  | verslag | 3× 4× 1×      | Håkons Hall, Lillehammer Toeschouwers: 346 Scheidsrechters: Stoļarovs, Līcis |

| Dinsdag 14 december 2010 18:15 | Zweden       | 21 – 22 | Frankrijk         | Håkons Hall, Lillehammer Toeschouwers: 2.150 Scheidsrechters: Gjeding, Hansen |
| Dinsdag 14 december 2010 18:15 | Torstenson 8 | (9–11)  | Pineau, Signate 4 | Håkons Hall, Lillehammer Toeschouwers: 2.150 Scheidsrechters: Gjeding, Hansen |
| Dinsdag 14 december 2010 18:15 | 1× 3× 1×     | verslag | 3× 2×             | Håkons Hall, Lillehammer Toeschouwers: 2.150 Scheidsrechters: Gjeding, Hansen |

| Dinsdag 14 december 2010 20:15 | Oekraïne       | 19 – 32 | Noorwegen | Håkons Hall, Lillehammer Toeschouwers: 3.527 Scheidsrechters: Florescu, Duţă |
| Dinsdag 14 december 2010 20:15 | Laiuk, Zoria 3 | (6–13)  | Løke 6    | Håkons Hall, Lillehammer Toeschouwers: 3.527 Scheidsrechters: Florescu, Duţă |
| Dinsdag 14 december 2010 20:15 | 3× 2×          | verslag | 3× 1×     | Håkons Hall, Lillehammer Toeschouwers: 3.527 Scheidsrechters: Florescu, Duţă |

| Woensdag 15 december 2010 16:15 | Oekraïne      | 19 – 31 | Frankrijk | Håkons Hall, Lillehammer Toeschouwers: 711 Scheidsrechters: Gubica, Milošević |
| Woensdag 15 december 2010 16:15 | Borshchenko 7 | (13–16) | Pineau 6  | Håkons Hall, Lillehammer Toeschouwers: 711 Scheidsrechters: Gubica, Milošević |
| Woensdag 15 december 2010 16:15 | 3× 1×         | verslag | 2×        | Håkons Hall, Lillehammer Toeschouwers: 711 Scheidsrechters: Gubica, Milošević |

| Woensdag 15 december 2010 18:15 | Zweden       | 24 – 19 | Hongarije     | Håkons Hall, Lillehammer Toeschouwers: 2.340 Scheidsrechters: Florescu, Duţă |
| Woensdag 15 december 2010 18:15 | Torstenson 8 | (10–12) | Szucsánszki 8 | Håkons Hall, Lillehammer Toeschouwers: 2.340 Scheidsrechters: Florescu, Duţă |
| Woensdag 15 december 2010 18:15 | 2× 1×        | verslag | 3× 4×         | Håkons Hall, Lillehammer Toeschouwers: 2.340 Scheidsrechters: Florescu, Duţă |

| Woensdag 15 december 2010 20:15 | Nederland | 13 – 35 | Noorwegen | Håkons Hall, Lillehammer Toeschouwers: 5.123 Scheidsrechters: Guseva, Vartanyan |
| Woensdag 15 december 2010 20:15 | Abbingh 4 | (9–18)  | Løke 7    | Håkons Hall, Lillehammer Toeschouwers: 5.123 Scheidsrechters: Guseva, Vartanyan |
| Woensdag 15 december 2010 20:15 | 2×        | verslag | 2× 1×     | Håkons Hall, Lillehammer Toeschouwers: 5.123 Scheidsrechters: Guseva, Vartanyan |

## Eindronde

### Knock-outfase
|  | Halve finale               | Halve finale               |    |                            | Finale                     | Finale |
|  |                            |                            |    |                            |                            |        |
|  | 18 december 2010 (Herning) |                            |    |                            |                            |        |
|  | Denemarken                 | 19                         |    |                            |                            |        |
|  | Noorwegen                  | 29                         |    |                            |                            |        |
|  |                            |                            |    |                            |                            |        |
|  |                            |                            |    |                            | 19 december 2010 (Herning) |        |
|  |                            |                            |    |                            | Noorwegen                  | 25     |
|  |                            | Zweden                     | 20 |                            |                            |        |
|  |                            |                            |    |                            |                            |        |
|  |                            |                            |    |                            | Derde plaats               |        |
|  | 18 december 2010 (Herning) | 18 december 2010 (Herning) |    | 19 december 2010 (Herning) | 19 december 2010 (Herning) |        |
|  | Roemenië                   | 23                         |    | Denemarken                 | 15                         |        |
|  | Zweden                     | 25                         |    |                            | Roemenië                   | 16     |

### Wedstrijd om de 5e en 6e plaats
| Zaterdag 18 december 2010 11:30 | Montenegro | 19 – 23 | Frankrijk | Herning Arena, Herning Toeschouwers: 3.320 Scheidsrechters: Kekes, Kekes |
| Zaterdag 18 december 2010 11:30 | Popović 5  | (5–12)  | Signate 7 | Herning Arena, Herning Toeschouwers: 3.320 Scheidsrechters: Kekes, Kekes |
| Zaterdag 18 december 2010 11:30 | 3× 0×      | verslag | 2×        | Herning Arena, Herning Toeschouwers: 3.320 Scheidsrechters: Kekes, Kekes |

### Halve finales
| Zaterdag 18 december 2010 14:30 | Roemenië | 23 – 25 | Zweden       | Herning Arena, Herning Toeschouwers: 9.600 Scheidsrechters: Brunovský, Čanda |
| Zaterdag 18 december 2010 14:30 | Neagu 7  | (13–14) | Torstenson 9 | Herning Arena, Herning Toeschouwers: 9.600 Scheidsrechters: Brunovský, Čanda |
| Zaterdag 18 december 2010 14:30 | 3× 2×    | verslag | 3× 2×        | Herning Arena, Herning Toeschouwers: 9.600 Scheidsrechters: Brunovský, Čanda |

| Zaterdag 18 december 2010 17:00 | Denemarken | 19 – 29 | Noorwegen | Herning Arena, Herning Toeschouwers: 11.411 Scheidsrechters: Gubica, Milošević |
| Zaterdag 18 december 2010 17:00 | Skov 5     | (10–14) | Sulland 7 | Herning Arena, Herning Toeschouwers: 11.411 Scheidsrechters: Gubica, Milošević |
| Zaterdag 18 december 2010 17:00 | 3×         | verslag | 2×        | Herning Arena, Herning Toeschouwers: 11.411 Scheidsrechters: Gubica, Milošević |

### Troostfinale
| Zondag 19 december 2010 14:30 | Denemarken       | 15 – 16 | Roemenië | Herning Arena, Herning Toeschouwers: 11.004 Scheidsrechters: Bonaventura, Bonaventura (FRA) |
| Zondag 19 december 2010 14:30 | Nørgaard, Skov 4 | (7–9)   | Neagu 6  | Herning Arena, Herning Toeschouwers: 11.004 Scheidsrechters: Bonaventura, Bonaventura (FRA) |
| Zondag 19 december 2010 14:30 | 3×               | verslag | 2× 1×    | Herning Arena, Herning Toeschouwers: 11.004 Scheidsrechters: Bonaventura, Bonaventura (FRA) |

### Finale
| Zondag 19 december 2010 17:00 | Noorwegen          | 25 – 20 | Zweden    | Herning Arena, Herning Toeschouwers: 11.004 Scheidsrechters: Gjeding, Hansen (DEN) |
| Zondag 19 december 2010 17:00 | Løke, Hammerseng 5 | (10–11) | Gulldén 7 | Herning Arena, Herning Toeschouwers: 11.004 Scheidsrechters: Gjeding, Hansen (DEN) |
| Zondag 19 december 2010 17:00 | 1×                 | verslag | 3× 2×     | Herning Arena, Herning Toeschouwers: 11.004 Scheidsrechters: Gjeding, Hansen (DEN) |

## Eindrangschikking en onderscheidingen

### Eindrangschikking
| Rang   | Team       |
| ------ | ---------- |
| Goud   | Noorwegen  |
| Zilver | Zweden     |
| Brons  | Roemenië   |
| 4      | Denemarken |
| 5      | Frankrijk  |
| 6      | Montenegro |
| 7      | Rusland    |
| 8      | Nederland  |
| 9      | Kroatië    |
| 10     | Hongarije  |
| 11     | Spanje     |
| 12     | Oekraïne   |
| 13     | Duitsland  |
| 14     | Servië     |
| 15     | IJsland    |
| 16     | Slovenië   |

|  | Gekwalificeerd voor het WK 2011 en EK 2012                         |
|  | Gekwalificeerd voor het WK 2011 en Olympische Zomerspelen 2012.    |
|  | Gekwalificeerd voor het WK 2011 en OKT 2012                        |
|  | Gekwalificeerd voor het WK 2011 als titelverdediger.               |
|  | Gekwalificeerd voor het OKT 2012 en play-offs kwalificatie WK 2011 |
|  | Naar play-offs kwalificatie WK 2011                                |

| Europees kampioen vrouwen 2010 Noorwegen 5e titel Selectie: Kari Aalvik Grimsbø, Mari Molid, Nora Mørk, Ida Alstad, Heidi Løke, Tonje Nøstvold, Karoline Dyhre Breivang, Gro Hammerseng, Kari Mette Johansen, Marit Malm Frafjord, Tonje Larsen, Katrine Lunde Haraldsen, Linn Jørum Sulland, Linn-Kristin Riegelhuth, Stine Bredal Oftedal, Tine Stange en Camilla Herrem. Bondscoach: Thorir Hergeirsson. |

### Onderscheidingen

#### All-Star Team
- Keeper:  Katrine Lunde Haraldsen
- Linkerhoek:  Mie Augustesen
- Linker opbouw:  Cristina Neagu
- Midden opbouw:  Gro Hammerseng
- Cirkelloper:  Heidi Løke
- Rechter opbouw:  Nerea Pena
- Rechterhoek:  Maibritt Kviesgaard

Gekozen door team officials en EHF experts: EHF-Euro.com

### Overige onderscheidingen
- Meest waardevolle speler:  Linnea Torstenson
- Best verdedigende speler:  Johanna Wiberg

Gekozen door team officials en EHF experts: EHF-Euro.com